# Reclinomonas
Reclinomonas — рід одноклітинних еукаріотів родини Histionidae.

## Таксономія
Рід традиційно включає єдиний вид Reclinomonas americana. Проте деякими дослідниками запропоновано з роду Histiona перенести вид Reclinomonas campanula.

## Опис
Одноклітинний організм завдовжки до 12 мкм. Має два джгутики. Вздовж однієї сторони клітини простягується добре помітна борозна, яка позначає вентральний бік організму. Reclinomonas веде сидячий спосіб життя. Клітина розташована у чашоподібній лоріці зі стеблом, яке прикріплюється до поверхні субстрату.
Reclinomonas розмножується поділом, після чого одна клітина успадковує батьківську лоріку, у той час як інша, меншого розміру, але з більшими джгутиками, плаває як зооспора. Зооспори осідають і будують для себе нову лоріку.

## Поширення та екологія
Прісноводний вид. Культури Reclinomonas americana виділені з водойм Північної Америки та Нової Зеландії. Живиться бактеріями.

## Геном
Reclinomonas americana був першим видом якобід, чий мітохондріальний геном секвенували 1997 року. Він містить 97 генів, 62 з них кодують білки. Згодом було досліджено геном інших якобід, і більшість незвичайних особливостей геному, що спостерігаються в Reclinomonas, виявилися типовими для якобід загалом.